# Liste des gouverneurs du Kansas
Liste des gouverneurs de l'État du Kansas :

## Territoire du Kansas
| Nom                     | Mandat    | Parti | Parti     |
| ----------------------- | --------- | ----- | --------- |
| Andrew Horatio Reeder   | 1854-1855 |       | Démocrate |
| Daniel Woodson          | 1855      |       | Démocrate |
| Wilson Shannon          | 1855-1856 |       | Démocrate |
| Daniel Woodson          | 1856      |       | Démocrate |
| John White Geary        | 1856-1857 |       | Démocrate |
| Daniel Woodson          | 1857      |       | Démocrate |
| Frederick Perry Stanton | 1857      |       | Démocrate |
| Robert James Walker     | 1857      |       | Démocrate |
| Frederick Perry Stanton | 1857      |       | Démocrate |
| James William Denver    | 1857-1858 |       | Démocrate |
| Hugh Sleight Walsh      | 1858      |       | Démocrate |
| Samuel Medary           | 1858-1860 |       | Démocrate |
| George Monroe Beebe     | 1860-1861 |       | Démocrate |

## État du Kansas

### Compétences
Le gouverneur du Kansas est le chef de la branche exécutive du gouvernement de l'État du Kansas et le commandant en chef des forces militaires de l'État.  Le gouverneur a le devoir d’appliquer les lois de l'État et d'approuver ou mettre son veto aux projets de loi adoptés par l'Assemblée législative du Kansas, de convoquer l'Assemblée législative à tout moment, et d'accorder des grâces. Les législateurs peuvent passer outre à un veto avec l’appui de la majorité des deux tiers des deux chambres.
Le gouverneur a un mandat de 4 ans, commençant le deuxième lundi de janvier après les élections. Le mandat original de 2 ans a été modifiée en quatre ans en 1974. Le lieutenant-gouverneur est élu en même temps que le gouverneur sur le même ticket. Lorsque le poste de gouverneur devient vacant pour une raison quelconque, le lieutenant-gouverneur le remplace pour le reste du mandat.
Depuis qu'il est devenu un État, le Kansas a eu 47 gouverneurs. Le gouverneur actuel est la démocrate Laura Kelly qui a pris ses fonctions le 14 janvier 2019.

### Liste
| Nom                      | Mandat      | Parti | Parti       |
| ------------------------ | ----------- | ----- | ----------- |
| Charles L. Robinson      | 1861-1863   |       | Républicain |
| Thomas Carney            | 1863-1865   |       | Républicain |
| Samuel J. Crawford       | 1865-1868   |       | Républicain |
| Nehemiah Green           | 1868-1869   |       | Républicain |
| James Harvey             | 1869-1873   |       | Républicain |
| Thomas A. Osborne        | 1873-1877   |       | Républicain |
| George Anthony           | 1877-1879   |       | Républicain |
| John Pierce St. John     | 1879-1883   |       | Républicain |
| George Glick             | 1883-1885   |       | Démocrate   |
| John Alexander Martin    | 1885-1889   |       | Républicain |
| Lyman Underwood Humphrey | 1889-1893   |       | Républicain |
| Lorenzo D. Lewelling     | 1893-1895   |       | Populiste   |
| Edmund Needham Morrill   | 1895-1897   |       | Républicain |
| John Leedy               | 1897-1899   |       | Populiste   |
| William Eugene Stanley   | 1899-1903   |       | Républicain |
| Willis Joshua Bailey     | 1903-1905   |       | Républicain |
| Edward Wallis Hoch       | 1905-1909   |       | Républicain |
| Walter Roscoe Stubbs     | 1909-1913   |       | Républicain |
| George Hartshorn Hodges  | 1913-1915   |       | Démocrate   |
| Arthur Capper            | 1915-1919   |       | Républicain |
| Henry Justin Allen       | 1919-1923   |       | Républicain |
| Jonathan Davis           | 1923-1925   |       | Démocrate   |
| Ben Paulen               | 1925-1929   |       | Républicain |
| Clyde Reed               | 1929-1931   |       | Républicain |
| Harry Hines Woodring     | 1931-1933   |       | Démocrate   |
| Alf Landon               | 1933-1937   |       | Républicain |
| Walter Huxman            | 1937-1939   |       | Démocrate   |
| Payne Ratner             | 1939-1943   |       | Républicain |
| Andrew Schoeppel         | 1943-1947   |       | Républicain |
| Frank Carlson            | 1947-1950   |       | Républicain |
| Frank Hagaman            | 1950-1951   |       | Républicain |
| Edward F. Arn (en)       | 1951-1955   |       | Républicain |
| Fred Hall                | 1955-1957   |       | Républicain |
| John McCuish             | 1957-1957   |       | Républicain |
| George Docking           | 1957-1961   |       | Démocrate   |
| John Anderson, Jr.       | 1961-1965   |       | Républicain |
| William H. Avery         | 1965-1967   |       | Républicain |
| Robert Docking           | 1967-1975   |       | Démocrate   |
| Robert Bennett           | 1975-1979   |       | Républicain |
| John W. Carlin           | 1979-1987   |       | Démocrate   |
| Mike Hayden              | 1987-1991   |       | Républicain |
| Joan Finney              | 1991-1995   |       | Démocrate   |
| Bill Graves              | 1995-2003   |       | Républicain |
| Kathleen Sebelius        | 2003-2009   |       | Démocrate   |
| Mark Parkinson           | 2009-2011   |       | Démocrate   |
| Sam Brownback            | 2011-2018   |       | Républicain |
| Jeff Colyer              | 2018-2019   |       | Républicain |
| Laura Kelly              | Depuis 2019 |       | Démocrate   |